# Eurytoma senegalensis
Eurytoma senegalensis är en stekelart som beskrevs av Jean Risbec 1951. Eurytoma senegalensis ingår i släktet Eurytoma och familjen kragglanssteklar.
Artens utbredningsområde är Senegal. Inga underarter finns listade i Catalogue of Life.